# Stefan Savić
Stefan Savić (n. 8 ianuarie 1991, Mojkovac, Republica Socialistă Muntenegru, RSF Iugoslavia) este un fotbalist muntenegrean, care joacă pe post de fundaș la Trabzonspor în Süper Lig. Pe plan internațional, are prezențe la națională pentru Muntenegru U17⁠(d), Muntenegru U19⁠(d), Muntenegru U21⁠(d) și Muntenegru.

## Titluri

### Club
BSK Borča
- Serbian First League: 2008–09

Partizan
- Superliga Serbiei: 2010–11
- Serbian Cup: 2010–11

Manchester City
- Premier League: 2011–12
- FA Community Shield: 2012

Atlético Madrid
- UEFA Champions League: Finalist 2015–16